# 佐久間朱莉
佐久間 朱莉（さくま しゅり、2002年12月11日 - ）は、日本の女子プロゴルファー。所属は大東建託。

## 経歴

### アマチュア時代
12歳の頃から大会で優勝する様に成る。
2017年の中学3年時、「第50回日本女子オープンゴルフ選手権競技」（千葉県:我孫子ゴルフ倶楽部）に出場していた時、初日・二日目に同組で回った原英莉花のキャディにスカウトされ、高校入学前の2018年3月に尾崎将司が設立した『ジャンボ尾崎ゴルフアカデミー』に入門することとなる。同1期生の西郷真央は1つ年上。
2018年4月、埼玉平成高等学校へ入学。高校時代の活躍は圧巻で、2020年ナショナルチームに選抜される。
2021年初めて受けたJLPGA女子プロテストで2位に3打差のトップ合格を果たした。ジャンボ尾崎ゴルフアカデミー出身者では、西郷に次ぐ2人目のプロゴルファーとなる。

#### アマ優勝大会
- 2014年、埼玉県小学生ゴルフ大会
- 2014年、関東小学生ゴルフ大会
- 2016年、関東ジュニアゴルフ選手権
- 2018年、関東ジュニアゴルフ選手権、関東高等学校ゴルフ選手権
- 2019年、関東女子ゴルフ選手権
- 2021年、関東女子ゴルフ選手権

### プロ戦績

#### 2021年シーズン
ステップアップツアーを飛び超して、推薦で7月22日開幕のレギュラーツアー「大東建託・いい部屋ネットレディス」でプロデビューを飾った。この大会は予選落ちしたが、8月26日に開幕の「ニトリレディスゴルフトーナメント」では予選を通過位してイーブンの34位タイに入り、プロとして初の賞金を獲得した。その後、9月17日開幕の「住友生命Vitalityレディス 東海クラシック」でも1アンダーで27位タイに入り、プロとして順調なスタートを切った。
11月、ステップアップツアー、京都レディースオープンでプロ初優勝。
トップ合格の特典として、2022年の試合出場をかけた予選会QTの1次が免除され、ファイナルQTでも14位となり翌年の前半戦ツアー出場権を獲得した。

#### 2022年シーズン
2月、大東建託と所属契約を結ぶ。
4月、ヤマハレディスオープン葛城で9位タイに入り初めてトップ10入りした。
7月、第1回QTリランキングニッポンハムレディスクラシッククラシック終了時点で4位となりミヤギテレビ杯ダンロップ女子オープンゴルフトーナメント(9月)までの出場権を獲得した。
QTリランキングー

#### 2023年シーズン
3月、Tポイント×ENEOSゴルフトーナメントで3位タイ、5月のリゾートトラストレディスで単独3位、6月のリシャール・ミル ヨネックスレディスゴルフトーナメント 2023 in 朝霧ではプレーオフになるも敗れて単独2位となるなど前半は優勝争いに絡んでいたがシーズン後半は調子を落とし予選落ちが続いた。

#### 2024年シーズン
4月、富士フイルム・スタジオアリス女子オープンで最終日首位スタートで初優勝を狙い1番でイーグル発進も、17番で同じく初優勝のかかる阿部未悠に逆転を許し、1打差の2位に終わった。5月のワールドレディスチャンピオンシップ サロンパスカップでも最終日の終盤ボギーに泣かされ1打届かずに、15歳アマの李曉松に惜敗する。6月ニチレイレディス最終日も13番でバーディーを奪い2位に2打差をつけて単独首位にも立ち、7バーディー、ボギーなしの65をマークしたが、ジュニア時代からのライバル岩井明愛に9バーディー、1ボギーの64で逆転優勝され今季3度目の2位でいずれも1打差。

#### 2025年シーズン
4月、「KKT杯バンテリンレディスオープン」でプロ5年目でツアー初優勝を飾った。尾崎将司は「あと一歩が届かない悔しさを体験して諦めずに努力した事が1つ目の勝利を呼び込んだね。朱莉優勝おめでとう」と祝福のコメントを発表した。さらに5月の「ブリヂストンレディスオープン」では初日から首位を守り通す完全優勝で2勝目を挙げた。6月の高額賞金大会である「アース・モンダミンカップ」では最終日に1打差の2位からスタートし、バックナインで菅沼菜々との一騎打ちの形から15番ホールの自身のバーディー奪取や16番ホールでの菅沼のボギーなどが重なり終盤に単独首位に立ってそのまま逃げ切り、今季3勝目を挙げた。

## 人物
- 3歳の頃父親と一緒にゴルフ練習場へと行ったことからゴルフを始める。
- 小学生の時に、日本テレビの番組『Going!Sports&News』の企画で上田晋也（タレント）とゴルフ対決を敢行。それがきっかけとなり上田との交流が始まった[14]。

## トーナメント優勝

### ツアー優勝

#### JLPGAツアー (3)
| No. | Date          | Tournament                      | スコア                 | 2位との差 | 2位（タイ）           |
| --- | ------------- | ------------------------------- | ---------------------- | --------- | --------------------- |
| 1   | 2025年4月20日 | KKT杯バンテリンレディスオープン | -11（70-68-67=205）    | 2打       | 大里桃子              |
| 2   | 2025年5月25日 | ブリヂストンレディスオープン    | -20（66-67-67-68=268） | 2打       | 荒木優奈 イ・ミニョン |
| 3   | 2025年6月26日 | アース・モンダミンカップ        | -11（70-67-70-70=277） | 1打       | 菅沼菜々              |

#### ステップアップツアー (1)
| No. | Date           | Tournament             | スコア             | 2位との差  | 2位（タイ） |
| --- | -------------- | ---------------------- | ------------------ | ---------- | ----------- |
| 1   | 2021年11月19日 | 京都レディースオープン | −2（74−69−71=214） | プレーオフ | 西山ゆかり  |

## JLPGA年間順位
| 年度    | 出場試合数 | メルセデス ランキング | 獲得賞金           | 平均 ストローク数 | 優勝回数 | Top10回数 | 備考                                  |
| ------- | ---------- | --------------------- | ------------------ | ----------------- | -------- | --------- | ------------------------------------- |
| 2020-21 | 5試合      | 0pt (--位)            | ¥1,047,500 (154位) | 73.2513 (--位)    | 0回      | —-        | QTランキング12位,翌年前半戦出場権獲得 |
| 2022    | 38試合     | 712.59pt (33位)       | ¥37,106,778 (35位) | 71.7266 (30位)    | 0回      | 3 (43位)  | 2023年度初シード獲得                  |
| 2023    | 38試合     | 886.20pt (25位)       | ¥50,828,452 (27位) | 71.7576 (41位)    | 0回      | 8 (12位)  | 2年連続シード獲得                     |
| 2024    | 36試合     | 1666.01pt (8位)       | ¥105,778,357 (7位) | 70.3328 (6位)     | 0回      | 14 (9位)  | 3年連続シード獲得                     |

## プロフィール
- 出身：埼玉県川越市
- 家族：父・母・兄の4人。
- 師匠：尾崎将司
- 所属：大東建託
- スポンサー：CRS埼玉
- スポンサー：BPカストロール
- 用具：PING (ゴルフ)
- ウェア：ジャックバニー
- マネジメント：ジャパンスポーツマーケティング